# Manu Rivas
Manuel Rivas Gómez, tambien conocido como Manu Rivas (Madrid, 1981) es un piloto español de Supercross. Actualmente cuenta con 7 Campeonatos de España en la mencionada especialidad, un Subcampeonato de Europa y un Campeonato de Europa de Motocross. Además, ha sido el único español en lograr situarse entre los 10 mejores pilotos del AMA Supercross.

## Biografía
Aunque ya montaba con 3 añitos en una moto que le regalaron sus abuelos (Julián y Dolores), Manu realmente comenzó su carrera deportiva profesional cuando ganó en su primera aparición en una prueba de Motocross a la edad de 4 años. A partir de entonces, fue haciéndose un hueco en los Campeonatos regionales hasta que finalmente se coronó Campeón de España de Motocross en la cilindrada de 80c.c., lo que le situó entre uno de los mejores pilotos del panorama nacional.
Llegados a este momento, los padres de Manu decidieron intentar darle un futuro más próspero a su hijo y dejaron Madrid para trasladarse a la humilde población de Ceutí, en Murcia. Esta decisión se llevó a cabo teniendo en cuenta la agradable climatología de la que es característica la zona y a la cercanía de decenas de circuitos donde poder entrenar.

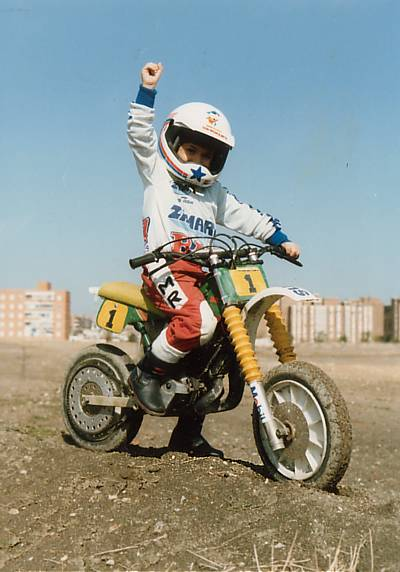
Los comienzos de Manu

Poco después en el año 1996, Rivas logró ser el primer piloto español en ganar el Campeonato de Europa de Motocross 80c.c., además de ser el más joven en conseguirlo a nivel europeo.
Este hecho  no fue reconocido por la prensa española especializada, pero sí por las autoridades y más concretamente por el Rey Don Juan Carlos I, quien se puso en contacto con Manu para felicitarle por su labor al frente de nuestro país, y ofreciéndole acudir a los eventos oficiales que la Familia Real organiza cada año para los mejores deportistas españoles.

Sus éxitos internacionales comenzaron a aparecer a partir de entonces, pues dos años después participó en el Campeonato del Mundo de Motocross 125c.c. a bordo del equipo oficial de Kawasaki Francia, donde llegó a finalizar en 12.º lugar en una de las pruebas, y a acabar 5.º en la general del Campeonato de Francia de Supercross. Pero desafortunadamente, una lesión le apartaría durante el resto de la temporada.

En el año 2000 y de vuelta a España, Manu Rivas logró coronarse Campeón de España de Supercross en la categoría de 125c.c. y SubCampeón de España de Supercross en la de 250c.c., compitiendo con una moto de 125c.c. Las miradas se centraron entonces en el piloto español, pues contaba con una técnica poco usual, y ese mismo año, consiguió finalizar 3.º en el Supercross Internacional de Madrid a bordo de su 125c.c.

Un año más tarde, en el 2001, Rivas volvía al Campeonato del Mundo de Motocross en el equipo satélite Italiano Team Kawasaki Bonetta, como compañero de equipo del varias veces Campeón del Mundo Alessandro Puzar. El equipo tuvo problemas para continuar el Campeonato y finalmente no pudieron seguir activos, lo que obligó a Manu a volverse a España sin ningún tipo de ayuda y a costearse completamente el resto de la temporada en nuestro país. Eso sí, volvió a disputar el Campeonato de España de Supercross 250c.c. con una moto de 125c.c. y logró quedar nuevamente SubCampeón de España.

Pasado este año, Manu comenzó a trabajar duro para el año 2002 tras recibir la grandiosa ayuda de una pequeña tienda de El Ejido llamada Team cc Moto Racing (enlace roto disponible en Internet Archive; véase el historial, la primera versión y la última).. Los resultados no se hicieron esperar, pues ganó todas las pruebas del Campeonato de España de Supercross de la temporada, salvo en dos de ellas, ya que tras un inesperado fallo del motor en una de las carreras, y una caída múltiple en otra de ellas, esto le provocó que perdiera el Campeonato de España. De hecho, la ventaja de puntos sobre el resto era más que suficiente como para ganar el Campeonato a 3 pruebas del final, pero como hemos comentado, la mala suerte le apartó de conseguir lo que sería su primer título nacional de Supercross en la categoría reina. Aun así, a finales de año logró terminar en una increíble 9.º plaza en la prueba del Campeonato del Mundo de Supercross que se disputó en Arnhem, Holanda, siendo el primer piloto español en la historia, en clasificarse para una Final y acabar entre los 10 primeros clasificados.
Y llegó 2003, sin duda un año en el que marcó un antes y después en la vida deportiva de Manu. Después de su gran resultado en Holanda, Manu tenía algunas oportunidades de continuar el Campeonato del Mundo de Supercross, que éste se desplazaba a Estados Unidos para completar las 17 siguientes pruebas por disputar… Pero entonces, Manu sufrió una tremenda caída en la que se fracturó varias vértebras de su cuello, el fémur y el escafoides de una de sus manos.
Fue una época durísima en la que Manu y su familia estaban indecisos de continuar o dejar definitivamente el Motocross profesionalmente, pero todo este tiempo de reflexión hizo que volvieran con más fuerzas que nunca, y seis meses después, aún con enormes molestias y habiendo cogido la moto únicamente dos semanas, participó en la primera prueba del Campeonato de España de Supercross y quedó en una asombrosa 5.ª posición.
Pero aquí no quedó la cosa, pues Rivas siguió luchando por recuperarse cada día más, y finalmente logró el Subcampeonato de Europa de Supercross.
En 2004, Rivas ganó casi todas las pruebas del Campeonato de España de Supercross (rompió el freno trasero de su moto en una de ellas, y en la última cita, no quiso arriesgar para asegurar el Campeonato, y finalizó 2.º) y se coronó por fin, Campeón de España de Supercross en la categoría reina.
A la vuelta del verano y con opciones a ganar el Campeonato de España de Motocross, Manu sufrió una fuerte caída que le provocó una fisura en el escafoides de la mano opuesta a la que tuvo problemas el año anterior, lo que le tuvo fuera de las carreras para el resto de la temporada.

Al año siguiente, Manu replanteó su trayectoria deportiva y comenzó a pensar de nuevo en competir en Estados Unidos, y para ello volvió a la categoría pequeña a bordo de una 250c.c. 4T de cara a prepararse para el Campeonato AMA Supercross Lites de la costa Oeste, aunque una nueva lesión le apartó durante un tiempo al principio de la temporada. Eso sí, disputó el Campeonato de España de Motocross (donde obtuvo varias victorias) y dio el salto a la categoría reina para disputar el Campeonato de España de Supercross, donde nuevamente Rivas logró coronarse Campeón de España ganando todas las pruebas excepto una, a consecuencia de una caída.
Puesto que no surgieron ayudas para viajar a EE. UU. de cara al 2006, Rivas decidió quedarse en España, prepararse aún más para la siguiente temporada y buscar de nuevo esa oportunidad que tanto deseaba. Pero la mala suerte se cebó de nuevo con Manu, ya que durante una carrera de Motocross en plena pretemporada, una piedra lanzada por la rueda trasera del piloto precedente impactó contra la gafa, provocándole serias consecuencias.
El problema es que Manu usaba unas gafas graduadas especiales que se montaban detrás del propio cristal de las gafas de Motocross. El material de esta pantalla es de plástico y flexible, pero el de las gafas graduadas era de cristal, y esto provocó que el cristal derecho estallara en pedazos, clavándose gran parte de ellos en la córnea del ojo.
Afortunadamente, y gracias al padre de Sidney De Andrés que llamó desinteresadamente, Manu logró recuperar la visión casi en un 100% gracias a todos los tratamientos que se llevaron a cabo en la Clínica IMO de Barcelona.
Así pues, Rivas comenzó el Campeonato de España de Supercross 2006 aún convaleciente para poco a poco afianzarse un nuevo título en la especialidad. Posteriormente durante ese mismo año, tomó parte en el Campeonato de Europa de Supercross a partir de la 4.ª prueba y consiguió finalmente terminar en una estupenda 3.ª posición.

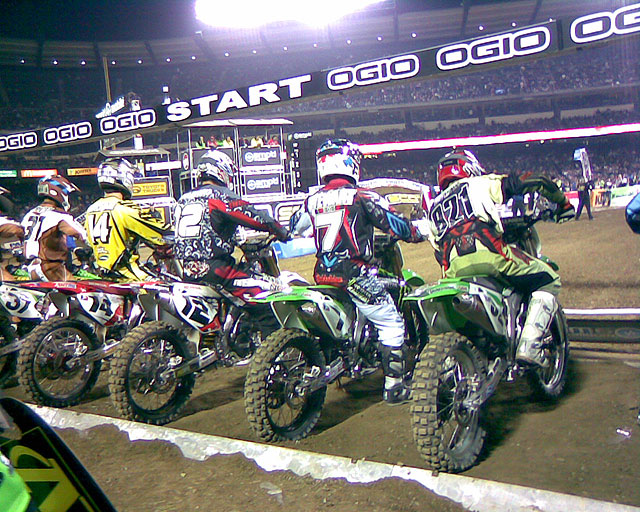
A la derecha, Manu Rivas en el AMA Supercross Series 2007

En el 2007 por fin llegó la gran oportunidad… Kawasaki USA le dio la oportunidad al cederle una motocicleta totalmente de serie, y Manu junto a su padre, no dudaron en aprovechar dicha ocasión para poder competir nuevamente en el Campeonato del Mundo de Supercross, que tras su paso por Europa en escasas ocasiones, éste se celebraba desde hace ya varios años completamente en Estados Unidos. 
Mencionar, que Manu llevaba sus propias suspensiones y piezas para poner la moto lo más competitiva posible… pero precisamente la aerolínea perdió su maleta con todo el material, y no tuvo más remedio que disputar la primera prueba del Campeonato con una moto totalmente de serie, y haciendo frente a los tremendos equipos oficiales y semi-oficiales.

El resultado no podría ser mejor, ya que tras sufrir una caída en la salida de su manga clasificatoria y partir desde la última posición, Manu remontó hasta la 9.ª plaza, puesto que le daba paso directo a la Final. Kawasaki USA y la prensa especializada estadounidense, catalogaron a Manu como la gran sensación, ya que dijeron que jamás en la vida, ¡nadie se había clasificado para una Final con una moto totalmente de serie! Fue entonces cuando Kawasaki USA y Enzo Racing (empresa estadounidense especialistas en suspensiones) no dudaron en apoyar al piloto español, y no se equivocaron… ya que salvo una prueba, Manu se clasificó para la Final en todas las pruebas en las que participó.
Eso sí, Rivas tuvo que volver a España para cumplir con los compromisos de sus patrocinadores, coronándose como ganador del Open Internacional Cepsa de Supercross (que aquel año sustituyó al Campeonato de España).
En 2008, de vuelta a USA, Rivas finalizó en Anaheim en 10.º lugar y se convirtió de nuevo en uno de los pocos europeos que han logrado meterse entre los 10 primeros durante una Final de este Campeonato. El resto de la temporada fue peor de lo esperado, pues al final no percibió de manera completa las ayudas que le habían ofrecido durante su participación y esto afectó al resto de la temporada. Aun así, en España volvió a ganar el Campeonato de España de Supercross.

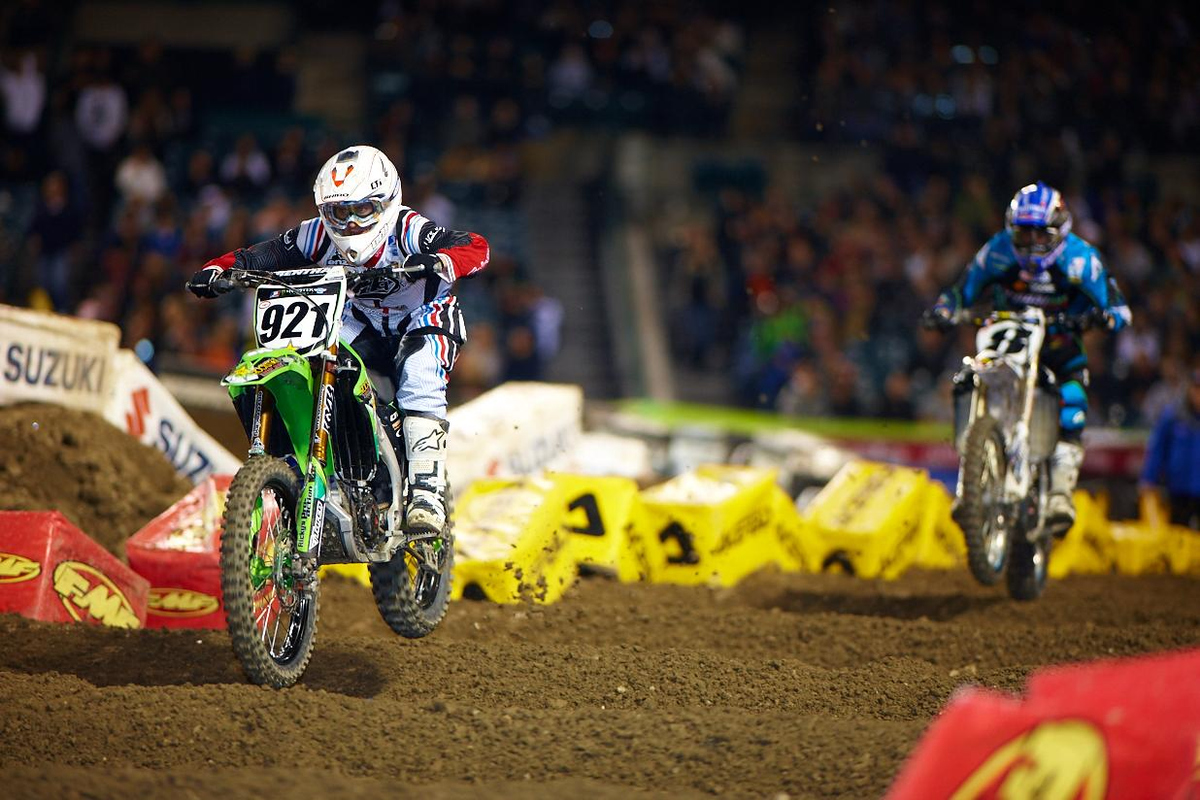
Manu Rivas - AMA Supercross Series 2010

Llegado el 2009, Manu rozó los 10 primeros puestos durante las carreras iniciales del AMA Supercross, pero una lesión en la carrera de San Diego (California) le impidió continuar. Tuvo entonces que volver a España y recuperarse de cara al Campeonato de España de Supercross, donde logró obtener su 7.º título en la especialidad.
A finales de año continuó preparándose de cara a la nueva temporada, y en 2010 regresó para competir de nuevo en Estados Unidos, donde logró buenísimos resultados. De hecho, en la carrera de San Francisco (California) ganó la LCQ (Repesca) y finalizó 18.º en la Final, a pesar de ir sufriendo un fuerte dolor de estómago que mantenía desde el día anterior. Pasada la carrera, Manu acudió rápidamente a un hospital, para posteriormente ser operado de urgencia de apendicitis. La prensa norteamericana le denominó como un héroe, pues no solo logró un estupendo resultado sino que lo hizo bajo condiciones muy desfavorables. Esta operación le mantuvo semanas sin poder montar y obviamente sin poder disputar carreras, lo que le hizo perder gran parte del Campeonato, pero Manu regresó para las últimas carreras, y logró luchar entre los 5 primeros puestos en varias mangas clasificatorias, y entre los 15 primeros de muchas Finales.

Participando en el Campeonato del Mundo/AMA Supercross, Rivas ha hecho historia no solamente por ser el único piloto español capaz en disputar una Final, sino que además ha disputado hasta un total de 19 Finales, metiéndose entre los 10 primeros clasificados en un par de ocasiones.
A pesar de no disponer del tiempo necesario, debido a su estresante vida como deportista profesional, Manu también ha sido capaz de lograr grandes resultados como entrenador.
Logró hacer del piloto Carlos Fernández Macanás, el único piloto español capaz hasta el momento, en conseguir el título de Campeón de Europa de Supercross. El piloto murciano que ya fue Campeón de España de Motocross 65c.c. bajo el asesoramiento del padre de Manu, demostró en su primera aparición fuera de España, que su técnica estaba por encima de todos.
Tanto en sus años como piloto de Motocross, como en su andadura en la Velocidad, el campeón del Mundo de Motociclismo Julián Simón, ha entrenado en numerosas ocasiones junto a Manu, y ha podido aplicar estos conocimientos derivados de la técnica del Motocross.
Los hermanos Axel y Giovanni Blanco, ambos campeones de México en varias ocasiones, han estado bajo el asesoramiento de Manu en Estados Unidos, y varios campeonatos murcianos y valencianos, de la mano de Carlos Fernández Macanás, Daniel Ávila, Bartolomé Sánchez, Pedro Fernández, entre otros... avalan a Manu como un gran entrenador.

 
Por el momento, y debido a dos años prácticamente en blanco por sendas lesiones, Manu ha decidido darse un respiro, y centrarse en formar la base de lo que serán sus nuevos proyectos. Escuelas de alto rendimiento para deportistas del motor, o formar su propio equipo de Motocross… son algunos de los proyectos que Manu tiene en mente.

## Palmarés
| Año  | Campeonato                                                                    | Posición                                     |
| ---- | ----------------------------------------------------------------------------- | -------------------------------------------- |
| 2010 | Campeonato del Mundo / AMA Supercross                                         | 24º (sin disputarlo entero)                  |
| 2009 | Campeonato de Europa de Supercross en Milán (Italia)                          | 1º                                           |
| 2009 | I Supercross Internacional de Galicia                                         | 1º                                           |
| 2009 | Campeonato de España de Supercross                                            | Campeón                                      |
| 2008 | Campeonato del Mundo / AMA Supercross en Anaheim, California (Estados Unidos) | 10º                                          |
| 2008 | Campeonato de España de Supercross                                            | Campeón                                      |
| 2007 | Campeonato del Mundo / AMA Supercross                                         | 15º (clasificación prov. hasta la 7ª prueba) |
| 2007 | Supercross Internacional de Barcelona                                         | 1º/1º/4º                                     |
| 2007 | Supercross Internacional de Madrid                                            | 2º                                           |
| 2007 | Campeonato Open Internacional / Campeonato de España de Supercross            | 1º                                           |
| 2006 | Campeonato de Europa de Supercross                                            | 3º                                           |
| 2006 | Supercross Internacional de Madrid                                            | 2º                                           |
| 2006 | Supercross Internacional de Barcelona                                         | 4º                                           |
| 2006 | Campeonato de España de Supercross                                            | 1º                                           |
| 2005 | Campeonato de España de Supercross                                            | Campeón                                      |
| 2004 | Campeonato de España de Supercross                                            | Campeón                                      |
| 2003 | Campeonato de Europa de Supercross                                            | Subcampeón                                   |
| 2002 | Campeonato del Mundo de Supercross en Arnhem, Países Bajos                    | 9º                                           |
| 2002 | Campeonato de España de Supercross                                            | Subcampeón                                   |
| 2001 | Campeonato de España de Supercross                                            | Subcampeón                                   |
| 2000 | Campeonato de Supercross Internacional de Madrid                              | 3º                                           |
| 2000 | Campeonato de España de Supercross 125 c. c.                                  | Campeón                                      |
| 2000 | Campeonato de España de Supercross 250 c.c.                                   | Subcampeón                                   |
| 1999 | Campeonato del Mundo de Motocross en Francia                                  | 12º                                          |
| 1998 | Campeonato de Supercross Internacional de París-Bercy                         | 10º                                          |
| 1998 | Campeonato Francés de Supercross                                              | 5º                                           |
| 1996 | Campeonato de Europa de Motocross 80 c.c.                                     | Campeón                                      |
| 1995 | Campeonato de Europa de Motocross 80 c.c.                                     | 6º                                           |
| 1993 | Campeonato de España de Motocross 80 c.c.                                     | Campeón                                      |